# Brunede kartofler

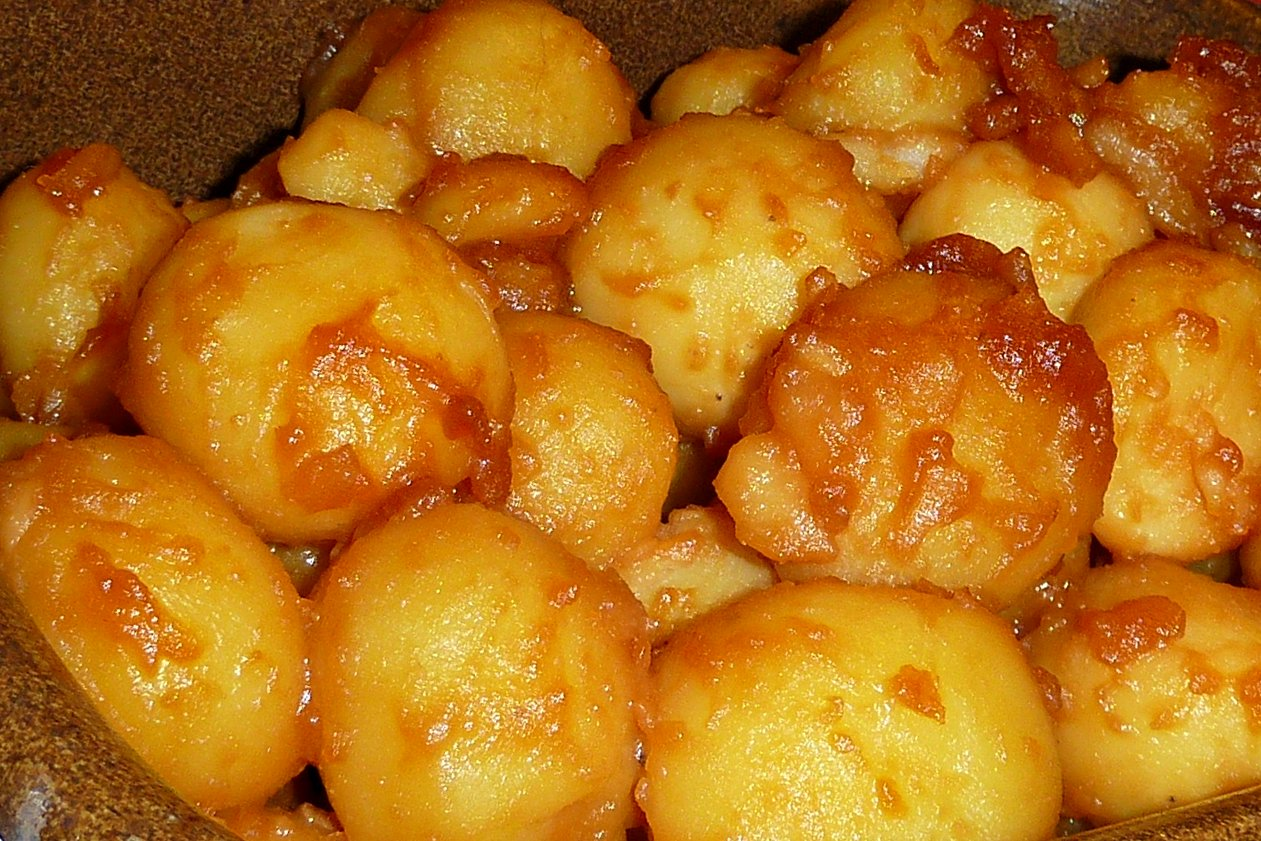
Brunede kartofler

Brunede kartofler oder sukkerbrunede kartofler (dänisch: „karamellisierte Kartoffeln“) sind eine Zubereitungsart für Kartoffeln und eine Spezialität der dänischen Küche. Traditionell werden sie insbesondere am Heiligabend gegessen, zusammen mit Schweinebraten, Ente oder Gans sowie mit Salzkartoffeln und Rotkohl. 

## Geschichte

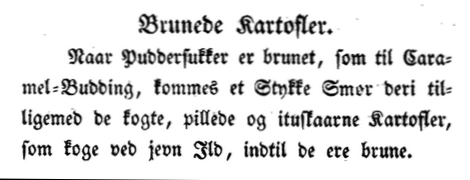
Beschreibung in einem dänischen Kochbuch von 1838

Seit dem Mittelalter war in Dänemark in gehobenen Bevölkerungsschichten als Weihnachts- und Festessen Gänsebraten mit Grünkohl beliebt, zu dem als Beilage karamellisierte Kastanien serviert wurden. Gänse gehörten im Mittelalter zu den typischen Natural- und Zehntabgaben, die Bauern an Klöster, den Adel oder den König zu leisten hatten. In der ersten Hälfte der 1800er Jahre verdrängte die Gans den zuvor zu Weihnachten üblichen Schweinebraten vom Esstisch der Bourgeoisie. Zwischen 1820 und 1850 begannen ärmere Bevölkerungsschichten, die sich als Festtagsbraten anstelle der teureren Gans zudem nur Ente (genannt fattigmandsgås; dänisch: „Arme-Leute-Gans“) oder Schweinebraten leisten konnten, als Ersatz für die Kastanienbeilage karamellisierte Kartoffeln zuzubereiten. In Anpassung an Kastanien wurden möglichst kleine Kartoffeln ausgewählt, teils wurden sie auch in Kastaniengröße zurechtgeschnitten („Tournieren“). Heute sind in Dänemark im Handel saisonal auch fertig geschälte und in Kastaniengröße „tournierte“ Kartoffeln in Gläsern für die nachfolgende Zubereitung von brunede kartofler erhältlich.
Eines der frühesten Rezepte für sukkerbrunede kartofler ist bereits aus dem Jahr 1785 bekannt.

## Zubereitung und Verwendung

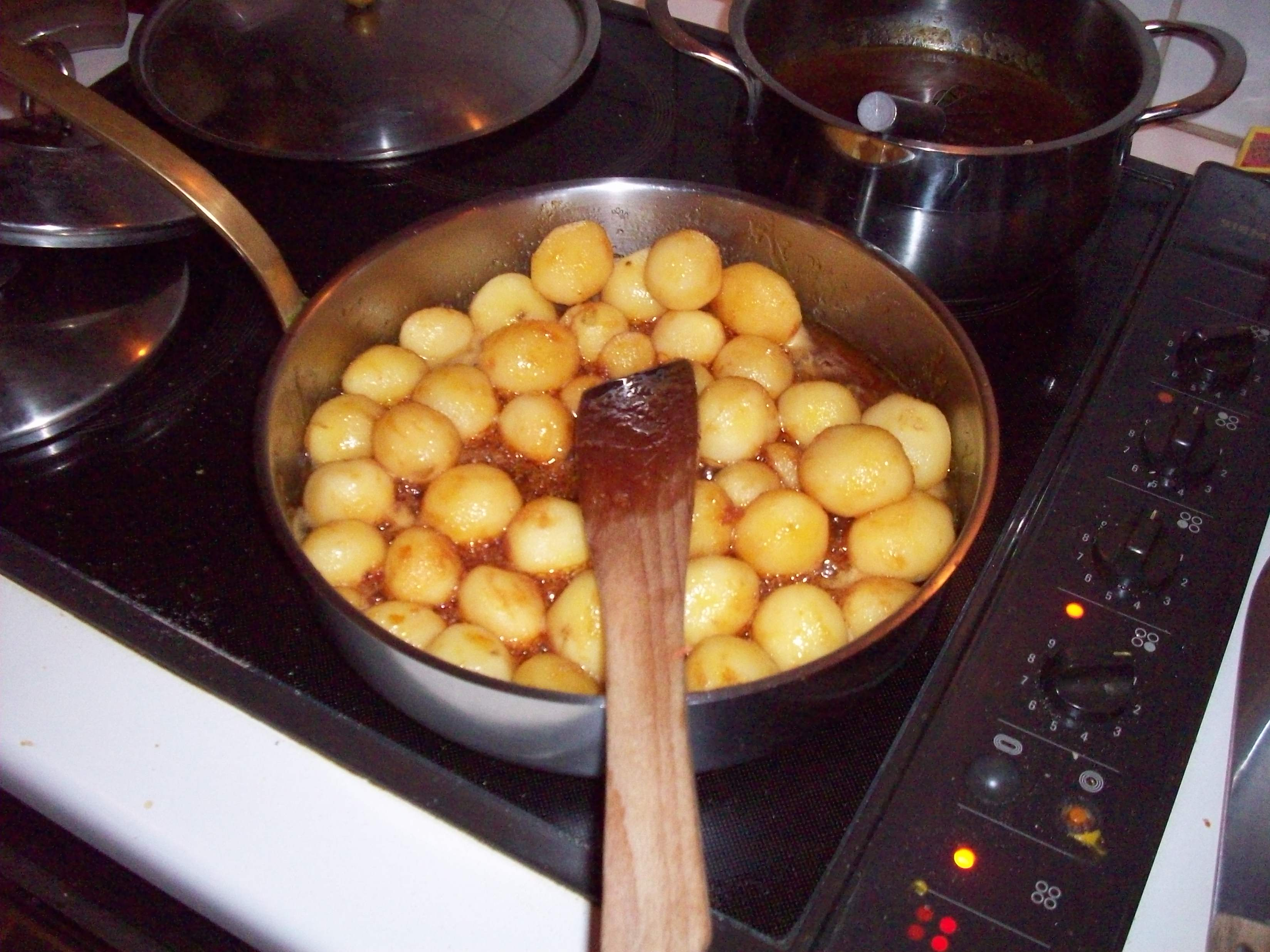
Karamellisieren der Kartoffeln in einer Pfanne

Hauptzutat sind kleinere Kartoffeln einer festkochenden Sorte, die geschält und gekocht oder mit Schale gekocht (Pellkartoffeln) und danach gepellt werden. Die etwas abgekühlten Kartoffeln werden sodann in einer Pfanne in einer stark erhitzten Mischung aus geschmolzenem Zucker und geschmolzener Butter geschwenkt. Durch dieses Karamellisieren erhalten die Kartoffeln ihre typische braune Farbe.
Brunede kartofler sind in Dänemark vor allem als traditionelle Beilage zum Weihnachtsessen am Heiligabend bekannt und werden dabei neben Salzkartoffeln und Rotkohl zu Schweinebraten, Ente oder Gans gereicht. Sie werden aber auch gerne als typische Beilage zu Grünkohl mit Fleischzutaten (Kohlwurst, Kassler und gekochter Schweinebauch), Senf und Roter Bete serviert.

## Sonstiges
Neben den so gebräunten Kartoffeln kennt die dänische Küche weitere karamellisierte Gemüse: brunet hvidkaal (Weißkohl), brunede løg (Zwiebeln), brunede gulerødder (Karotten), brunede kaalrødder (Kohlrübe), brunede pastinaker (Pastinaken) und brunede sellerier (Sellerie).
Eine verwandte Zubereitungsart zu brunede kartofler sind die zumeist nur in Norddeutschland als wichtiger Bestandteil eines winterlichen Grünkohlessens bekannten süßen Bratkartoffeln, wobei Bratkartoffeln in der heißen Pfanne mit Zucker überstreut und zum Karamellisieren in dem durch die Brathitze entstehenden Sud gewälzt werden.